# Anushka Sharma
Anushka Sharma (Bangalore, 1º maggio 1988) è un'attrice indiana.
Si tratta di uno dei volti nuovi di Bollywood. Ha lavorato come modella per Wendell Rodricks, per poi passare al mondo del cinema, con l'interpretazione di Taani nel film di successo Un incontro voluto dal cielo (Rab Ne Bana Di Jodi).
Per questa interpretazione è stata nominata ai Filmfare Awards (gli Oscar indiani), nelle categorie di miglior attrice e miglior debutto femminile.

## Filmografia
- Un incontro voluto dal cielo (Rab Ne Bana Di Jodi), regia di Aditya Chopra (2008)
- Badmaash Company, regia di Parmeet Sethi (2010)
- Band Baaja Baaraat, regia di Maneesh Sharma (2010)
- Patiala House, regia di Nikkhil Advani (2011)
- Ladies vs Ricky Bahl, regia di Maneesh Sharma (2011)
- Jab Tak Hai Jaan, regia di Yash Chopra (2012)
- Matru Ki Bijlee Ka Mandola, regia di Vishal Bhardwaj (2013)
- PK, regia di Rajkumar Hirani (2014)
- Bombay Velvet, regia di Anurag Kashyap (2015)
- NH10, regia di Navdeep Singh (2015)
- Amore in alto mare (Dil Dhadakne Do), regia di Zoya Akhtar (2015)
- Sultan, regia di Ali Abbas Zafar (2016)
- Ae Dil Hai Mushkil, regia di Karan Johar (2016)
- Phillauri, regia di Anshai Lai (2017)
- Jab Harry Met Sejal, regia di Imtiaz Ali (2017)
- Pari, regia di Prosit Roy (2018)
- Sanju, regia di Rajkumar Hirani (2018)
- Sui Dhaaga, regia di Sharat Katariya (2018)
- Zero, regia di Aanand L. Rai (2018)
- Angrezi Medium, regia di Homi Adajania (2020)
- Bulbbul, regia di Anvita Dutt (2020)